# Marie Myriam
Marie Myriam (tên khai sinh Myriam Lopes, sinh ngày 8 tháng 5 năm 1957, tại Luluabourg/Kananga, Zaire, nay là Cộng hòa dân chủ Congo) là ca sĩ người Pháp gốc Bồ Đào Nha. Bà có con gái là Laureen sinh năm 1982 và con trai là Rick sinh năm 1990.
Đại diện cho Pháp, Bà đã thắng Eurovision Song Contest 1977 năm 1977 với bài hát " L'oiseau et l'enfant" ("Chim non và trẻ nhỏ") nhạc của Jean Paul Cara và lời của Joe Gracy.Bài hát đạt thứ hạng 42 trong bảng xếp hạng UK Singles tháng 6 năm 1977. Năm 1981, Myriam cũng đại diện cho Pháp tại Liên hoan âm nhạc Yamaha với bài hát "Sentimentale" và bà đạt vị trí thứ chín. Trong những năm gần đây, Bà là người công bố số phiếu bầu của ban giám khảo Pháp tại Eurovision Song Contest.
Bà đã xuất hiện tại buổi hòa nhạc kỷ niệm 50 năm tại Copenhagen, Đan Mạch, tháng 10 năm 2005 với tư cách khách mời và ca sĩ. Trong cùng năm, Myriam đã viết giới thiệu về phiên bản tiếng Pháp của Cuộc thi Eurovision - The Official History bởi John Kennedy O'Connor.
Một số bài hát và dĩa đơn của Marie Myriam:
- "L'oiseau et l'enfant"
- "Tout Est Pardonné"
- "Sentimentale"
- "Avril au Portugal" ("April in Portugal")
- "Toda Menina Bahiana"
- "Dis Moi Les Silences"